# Síndrome premenstrual
La síndrome premenstrual (SPM) és un conjunt de molèsties que apareixen alguns dies abans de la regla i que poden ser des de canvis d'humor, fins a mal de cap o augment transitori de pes. Aquestes molèsties solen tenir la màxima expressió entre la vespra i l'inici de la menstruació. Les característiques varien d'una dona a una altra, però també d'un període de la vida a un altre en una mateixa dona. Es coneixen més d'un centenar de símptomes físics o emocionals associats a aquesta síndrome. Els més comuns són ansietat, depressió, irritabilitat, més emotivitat, canvis d'humor, molèsties abdominals, inflamació i dolor als pits, restrenyiment, mal de cap, insomni, retenció de líquids, pesadesa i augment de pes. S'altera la gana, se sent més fam i una apetència marcada pels aliments a base d'hidrats de carboni, en particular per la xocolata. A més, pot accentuar algunes malalties cròniques, com ara la migranya o els dolors articulars.
No s'ha de confondre amb el trastorn disfòric premenstrual, una forma severa de la síndrome premenstrual que ha de ser tractada de manera diferent i que pateixen el 5% de dones.

## Causes
La síndrome premenstrual està relacionada amb els canvis hormonals relatius al cicle menstrual de la dona. Sembla que també hi poden afectar altres factors, com l'alimentació o els anticonceptius hormonals, a més d'elements psicològics.
En condicions de normalitat, durant la menstruació es produeix un desajust hormonal molt puntual d'estradiol i de progesterona (hormones femenines), cosa que es manifesta amb lleugers canvis físics que serveixen per indicar la dona la immediatesa de la regla.
Unes dues setmanes abans de la regla augmenten els estrògens, i amb ells la concentració de neurotransmissors, que són les substàncies del cervell relacionades amb l'estat d'ànim, la gana, el son i el comportament. En aquesta fase augmenta la quantitat d'adrenalina i disminueixen els analgèsics endògens (serotonina, dopamina i endorfines) que alleugen el dolor, fet que explica la major irritabilitat i ansietat, el descontrol de la gana i la dificultat per a dormir. A més, l'augment d'estrògens provoca un augment de prostaglandines G2 (PGE2), que conseqüentment augmenten les contraccions uterines, que de la seva banda provoquen dolor intens al ventre (dismenorrea).

## Bones pràctiques
Algunes dones necessiten analgèsics o antiinflamatoris i d'altres no. També n'hi ha que els consumeixen de manera rutinària, per por al dolor o per consell d'altres persones. Sembla que una bona higiene de vida pot ajudar a passar millor aquestes hores o dies, com per exemple una ingesta baixa de cafeïna i excitants, mirar de no fumar, fer exercici físic moderat i seguir una dieta sana.

## Dieta
Les dones a la síndrome premenstrual solen tenir més ganes de l'habitual de menjar hidrats de carboni. Alguns autors afirmen que una ingesta major d'aquests s'associa a una major disponibilitat de l'aminoàcid necessari per a la producció de serotonina, anomenat triptòfan, el neurotransmissor relacionat amb el bon humor i el control de la gana. Així, en síndromes premenstruals lleus, aquesta modificació de la gana respon a la ingesta d'un tipus d'aliment que pot alleujar-ne alguns símptomes.
L'oli d'oliva, la fruita seca i els vegetals de fulla verda (espinacs, bleda, enciam, etc.) tenen vitamina E, que també es pot prendre en forma de suplements orals. Està comprovada l'eficàcia de suplements orals de vitamina E en el tractament de dolor dels pits.
Els peixos enllaunats (tonyina, sardines, etc.), el rovell d'ou i la llet tenen vitamina D i calci, nutrients la concentració dels quals baixa al SPM i dels quals està demostrat que una ingesta elevada redueix notablement les molèsties pròpies de la SPM.
El magnesi; present a la carn, marisc, llet, fruita seca, cereals integrals (blat, al pa, per exemple, arròs, etc.) verdures de fulla verda i aigua; participa en la relaxació muscular general i de l'úter en particular, la contracció del qual produeix dolor a moltes dones durant la síndrome premenstrual. L'associació de vitamina B6 (fruita seca i cereals integrals) i magnesi ha demostrat ser eficaç contra l'ansietat, un dels malestars de la SPM.
Una dieta pobra en sodi (sal) i rica en potassi (vegetals) combat la retenció de líquids.

## Incidència
En un major o menor grau el pateixen un 90% de dones en algun moment de la seva vida, però a només un 2%-5% a un 10% (segons fonts) de les dones en total aquest és prou greu com per interferir a les seves activitats habituals. Segons un estudi, l'Estudi Arkopharma sobre síndrome premenstrual, publicat el 2005 i en el qual van participar ginecòlegs i farmacèutics de diverses ciutats espanyoles, les dones més afectades per aquestes molèsties són les joves de 19 a 25 anys.